# جوناس ماثيوس
جوناس ماثيوس (بالإنجليزية: Jonas Matheus)‏ (مواليد 29 يوليو 1986) هو ملاكم ناميبي، مثّل بلاده في الألعاب الأولمبية الصيفية 2012.

## روابط خارجية
جوناس ماثيوس على موقع بوكس ريك (الإنجليزية) (registration required)
- جوناس ماثيوس على موقع أوليمبيديا (الإنجليزية)